# Die letzten Drei der Albatros
Die letzten Drei der Albatros ist ein gegen Ende des Zweiten Weltkriegs spielender, deutsch-italienisch-französischer Abenteuerfilm aus dem Jahre 1965 von Wolfgang Becker.

## Handlung
Südpazifik, Frühjahr 1945. Unmittelbar vor Kriegsende überfallen drei Männer eine US-amerikanische Militärbasis, töten dabei einen GI und verlangen von der Nachrichtenhelferin Lt. Wilkinson das Codebuch. Geistesgegenwärtig verschließt sie es im Dienstsafe. Da sie angeblich die Nummer der Kombination nicht kennt, kidnappen die Männer kurzerhand die junge Frau und zerschießen die Funkanlagen. Der Anführer lässt eine deutsche Militärmütze zurück, um den Verdacht auf den seit langem im Pazifik alliierte Schiffe aufbringenden, deutschen Hilfskreuzer Albatros zu lenken. Lt. Wilkinson wird auf ein kleines Boot, die „Stiggins“, verschleppt und die Gangster erklären ihr an Bord, dass man von ihrer Dienststelle für ihre Freilassung ein Lösegeld von 100.000 Dollar verlangen werde. Auf amerikanischer Seite bereitet man sich daraufhin zum Schein auf die Geldübergabe vor. In Wahrheit aber will man die Entführer mit wertlosen Papierschnipseln austricksen und sie bei der Geldübergabe dingfest machen.
Währenddessen operiert, als Handelsschiff getarnt, der Hilfskreuzer „Albatros“ in denselben Gewässern. Um neuen Proviant und frisches Trinkwasser an Bord zu holen, steuert das Schiff eine der Häfen in der Gegend an. Maat Pitters gerät an Land in eine Polizeirazzia, die wegen der Entführung von Lt. Wilkinson durchgeführt wird. Von einem Einheimischen erfährt er dabei, dass ein ominöses Piratenschiff namens „Stiggins“ die Gewässer der Umgebung unsicher machen soll. Wieder an Bord der „Albatros“ bereitet die Zeitungsnachricht, dass ebendiese „Stiggins“ ein Hort deutscher Verbrecher sei, Kaleu Krüger reichlich Unbehagen. Krüger will diesem Spuk selbst ein Ende bereiten. Bald hat die „Albatros“ das Piratenschiff ausgemacht und versucht es, am nächsten Morgen abzufangen. Doch plötzlich ist das Schiff verschwunden. Beim Verladen von Proviant von der angelaufenen Insel auf die „Albatros“ wird der Hilfskreuzer von einem US-Zerstörer entdeckt und legt daher überstürzt ab. Zurück auf der einsamen Südseeinsel bleiben drei Besatzungsmitglieder, die Seeleute Uwe Carstens, Kuddel Homann und Walter Pitters.
Ganz so allein, wie sie glauben, sind die Deutschen in diesem vermeintlichen Paradies nicht. Auf der Insel residiert ein gewisser Sven Brodersen, der hier, nach eigener Aussage, eine kleine Handelsstation betreiben soll. In der folgenden Nacht nehmen die drei Deutschen an einem Südseefest mit Tanz und Gesang teil, schöne Insulanerinnen inklusive. Während Pitters und Homann die Abgeschiedenheit genießen, zeigt sich Carstens als militärisch zackiger, deutscher Offizier, der auch hier unbedingt Disziplin und Ordnung unter seinen Männern aufrechterhalten will. Die Insulaner, das Volk der Kanaken, haben Angst vor einigen Fremden, die sie „Tiepolos“ nennen und die hier ihr Unwesen treiben. Ganz ohne Zweifel handelt es sich dabei um die Piraten und Entführer der Amerikanerin. Rasch stellt sich heraus, dass jener Brodersen der Kopf der Gangsterbande ist. Umgarnt von der schönen Einheimischen Mona, beginnt bald auch der kernige Leutnant Carstens allmählich aufzutauen und die schönen Seiten des Ausgesetztseins zu genießen.
Als die Bevölkerung immer größere Angst vor den „Tiepolos“ entwickelt, wird es Carstens zu bunt. Mit seinen beiden Kameraden bricht er ins Inselinnere auf, um den merkwürdigen Vorgängen auf den Grund zu gehen. Dabei finden sie ein erwürgtes Inselmädchen. Es musste sterben, weil sie die Deutschen vor den „Tiepolos“ warnen wollte. Es ist Lea-Lea, in die sich Pitters verliebt hatte. Mit Hilfe des schurkischen Medizinmannes Namu gelingt es Brodersen, die Einheimischen gegen die drei Deutschen aufzubringen. Sie geraten daraufhin in deren Hände und werden gefesselt. Ihr Schicksal scheint besiegelt, als man Perlen bei ihnen findet, die Brodersen Carstens heimlich untergeschoben hat. Doch Mona befreit die Männer. Pitters eilt zu Brodersen, um mit ihm wegen der Ermordung Lea-Leas abzurechnen. Es kommt zum Zweikampf bei dem Pitters dem Anführer der Gangsterbande den Revolver entreißt. Ein Schuss verletzt Brodersen nur leicht. Er kann Pitters niederschlagen und entkommt zu seinen Leuten. Nun wollen die Deutschen gemeinsam mit den Einheimischen die Schurken in der so genannten „Tabuzone“ auf der anderen Seite der Insel stellen und ihnen die geraubten Perlenschatz wieder abnehmen.
Während Carstens und seine Leute sich dem Versteck der Brodersen-Bande nähern, beginnen sich die Gangster untereinander zu entzweien. Brodersen, der seine Untergebenen betrügen will, wird niedergeschlagen, und man nimmt ihm den Schlüssel zu einer kleinen, mit einem Sprengsatz präparierten Schatzkiste ab, in der die Bande fälschlicherweise die Perlen vermutet. Als man ihm und den aufgrund einer Unachtsamkeit gefangen genommenen Pitters kopfüber aufhängen will, schlägt eine Armada von mit Pfeil und Bogen bewaffneten Insulanern zu, und es kommt zu einem Kampf um Leben und Tod mit der Gangsterbande. Brodersen hat sich Danny Wilkinson gegriffen und versucht mit ihr auf sein Piratenboot zu entkommen. Dort trifft ihn ein von einem der Eingeborenen geworfenes Messer und tötet ihn. Pitters sichert die Perlen und wirft sie den Inselbewohnern zurück. Carstens wiederum befreit Lt. Wilkinson. Als sich plötzlich die „Albatros“ nähert, müssen Pitters, Carstens und Homann erkennen, dass diese offensichtlich in amerikanische Hand geraten ist, da sie nun unter dem Sternenbanner fährt. Ein US-Offizier hat an Bord das Kommando übernommen. Alle sind nun froh, dass für sie der Krieg ein Ende hat. Es kommt zum tränenreichen Abschied zwischen Mona und Carstens, der ihr verspricht, sie eines Tages zu sich zu holen.

## Produktionsnotizen
Der von Wolf C. Hartwigs Rapid-Film im Indischen Ozean und dem angrenzenden Festland (Philippinen) produzierte Kinofilm wurde am 8. Oktober 1965 uraufgeführt. In den mitproduzierenden Ländern Italien und Frankreich lief Die letzten Drei der Albatros 1966 respektive 1967 an. 
Die Herstellungsleitung hatte Ludwig Spitaler, Eberhard Schröder arbeitete Becker als Regieassistent zu. Klaus Werner war mit der Kameraführung Chefkameramann Rolf Kästel unterstellt. Der überwiegend im Freien spielende Streifen kam nahezu ohne Studiobauten aus.

## Kritik
„Ein dummer und unwahrscheinlicher Film voller geschwätziger Gemeinplätze.“

„Farbenfroher und unverbindlich dahinplätschernder Abenteuerfilm, nur für Freunde von Heimatfilmen mit exotischem Hintergrund geeignet.“